# Morpho Eugenia
Morpho Eugenia é uma novela de 1992 da autoria de A.S. Byatt publicada pela primeira vez na forma completa com The Conjugial Angel como Angels & Insects.

## Sinopse
Devendo o seu nome a uma espécie de borboleta, a sua narrativa detalha os principais acontecimentos da vida de William Adamson, um naturalista vitoriano, aparentemente a lutar para subir de classe, enquanto tenta iniciar uma relação com uma bela e misteriosa aristocrata, Eugenia. Quando começa a desenvolver um estudo sobre formigas de jardim com o seu tutor, Matty Crompton, rapidamente descobre as infinitas camadas de interpretação que escondem as verdades por trás do que ele considerava natural sobre Deus, a ciência, a Inglaterra, o gênero e a família
A novela é reconhecida por usar uma mistura de ficção pós-moderna e vitoriana, bem como de filosofia e ciência. No entanto, o uso integral do hibridismo, reflexividade e hipertextualidade fazem dele uma obra pós-moderna em geral.

## Recepção
Recebeu críticas mistas após a sua publicação. The Independent identificou Morpho Eugenia como a mais forte das duas novelas publicadas em Angels & Insects e, em particular, elogiou o "brio espalhafatoso e astúcia gótica" de Byatt. Enquanto isso, a London Review of Books criticou as obras como sendo "muito mais remotas [...] do que qualquer ficção vitoriana".

## Adaptação
A novela foi adaptada para o filme Angels & Insects de 1995, dirigido por Philip Haas e estrelado por Mark Rylance como William Adamson e Kristin Scott Thomas como Matty Crompton.